# Cimetière Nagoyama
Le cimetière Nagoyama (名古山霊苑, Nagoyama reien) est le principal cimetière d'Himeji, dans la préfecture de Hyōgo, au Japon. Il comporte notamment une imposante stūpa de 35 mètres de haut, construite en 1960, et visible depuis le château de Himeji.

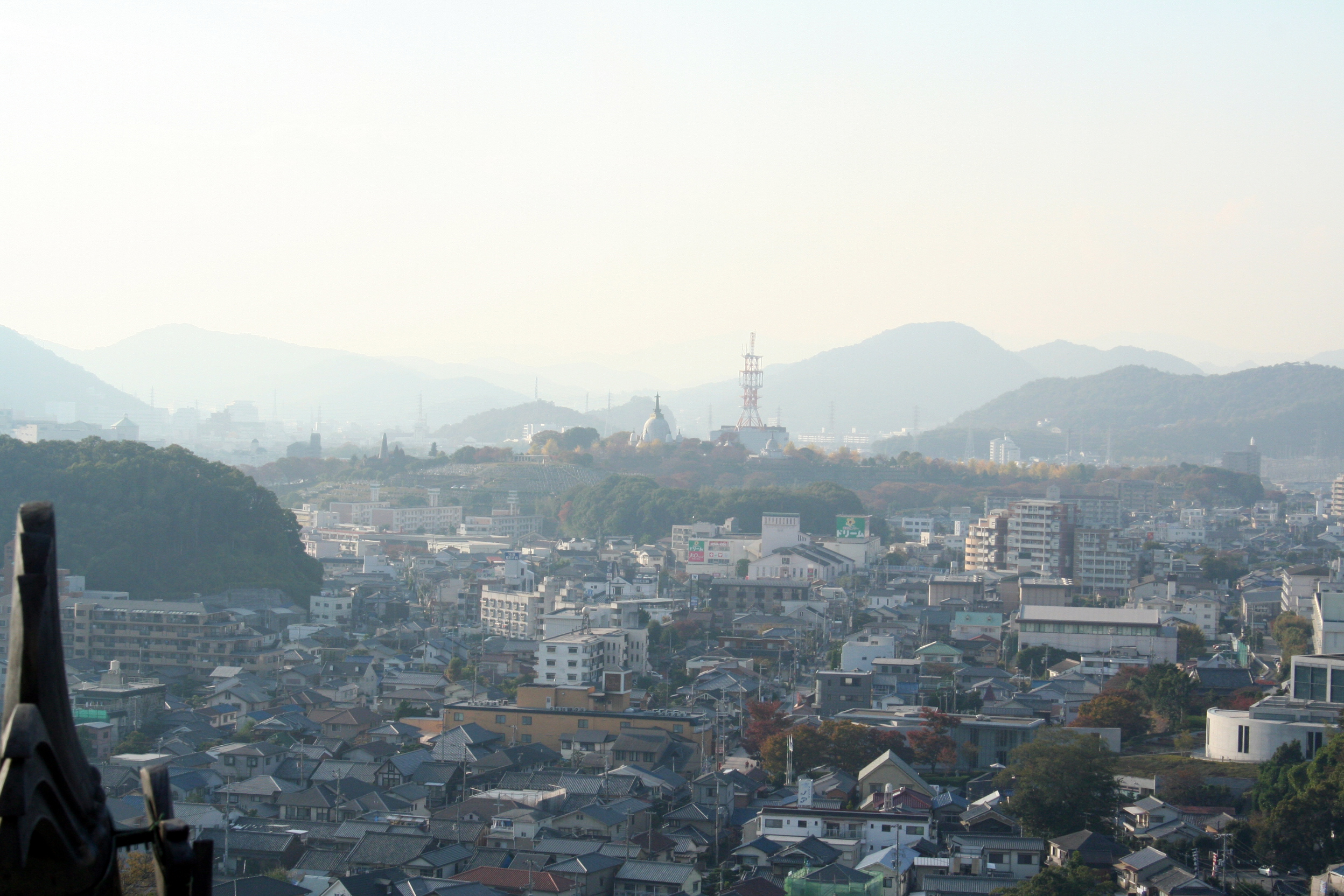
Vue de la stūpa au loin depuis le château
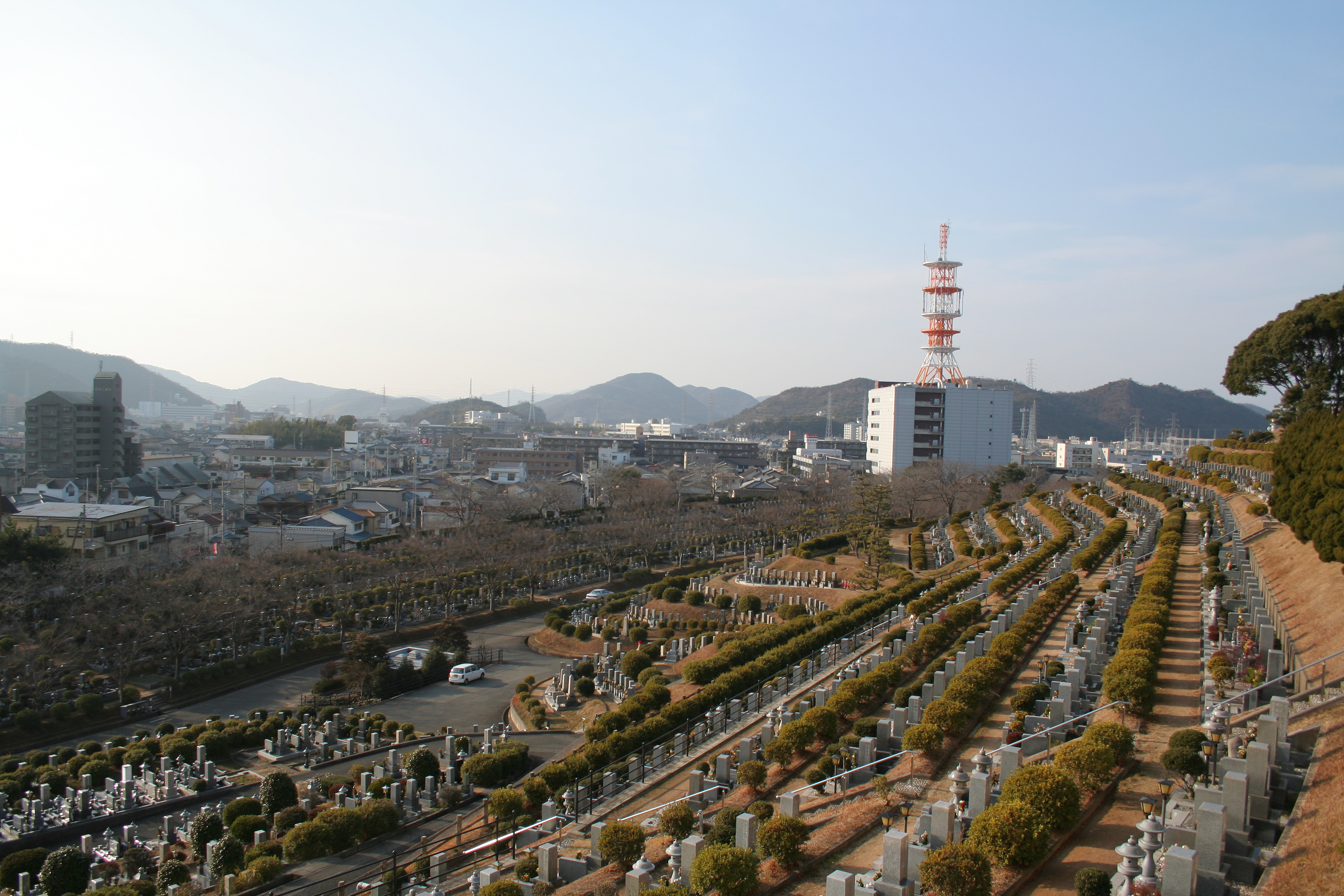
Vue d'un flanc de la colline du cimetière
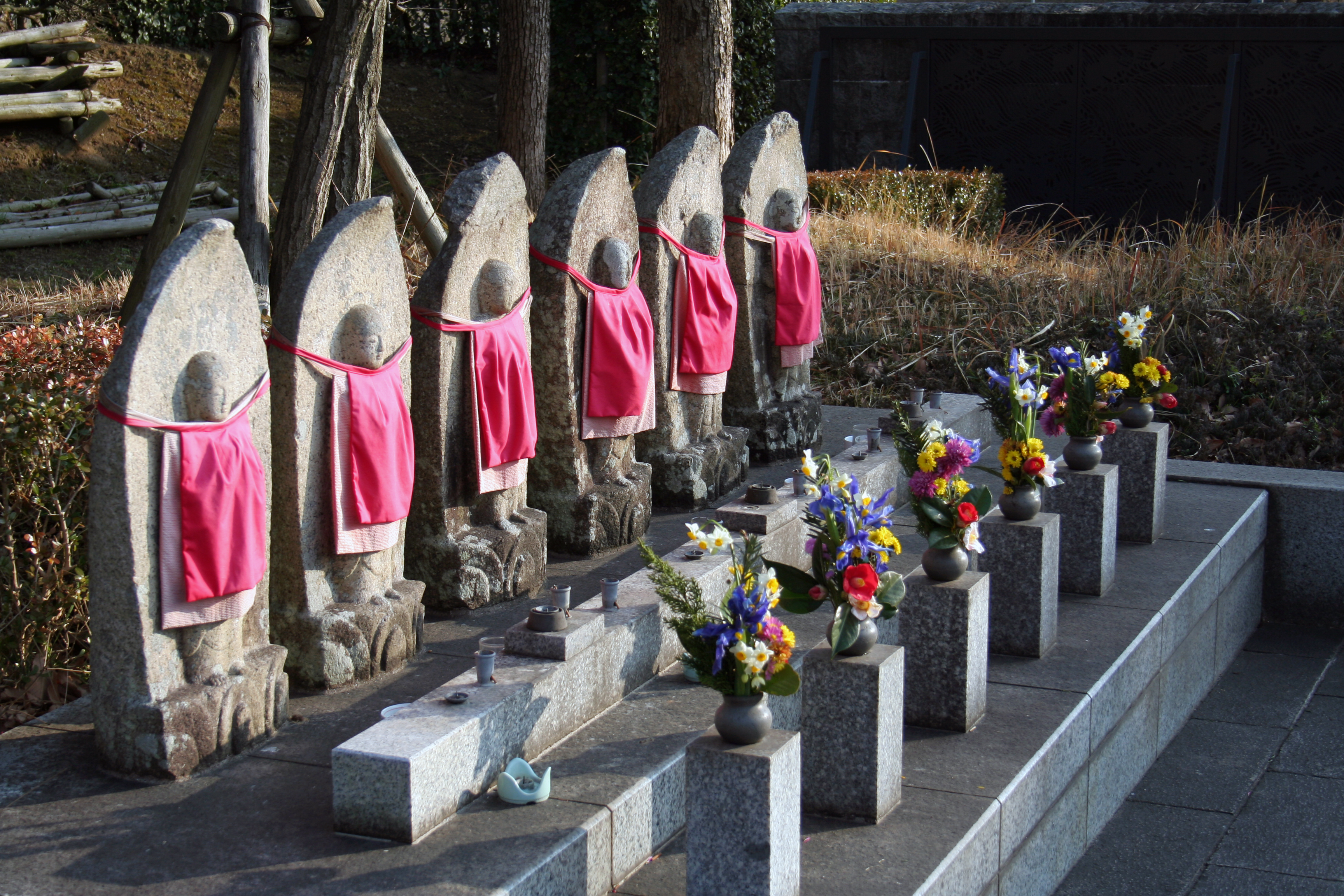
Rang de Kshitigarbha, près du crématorium
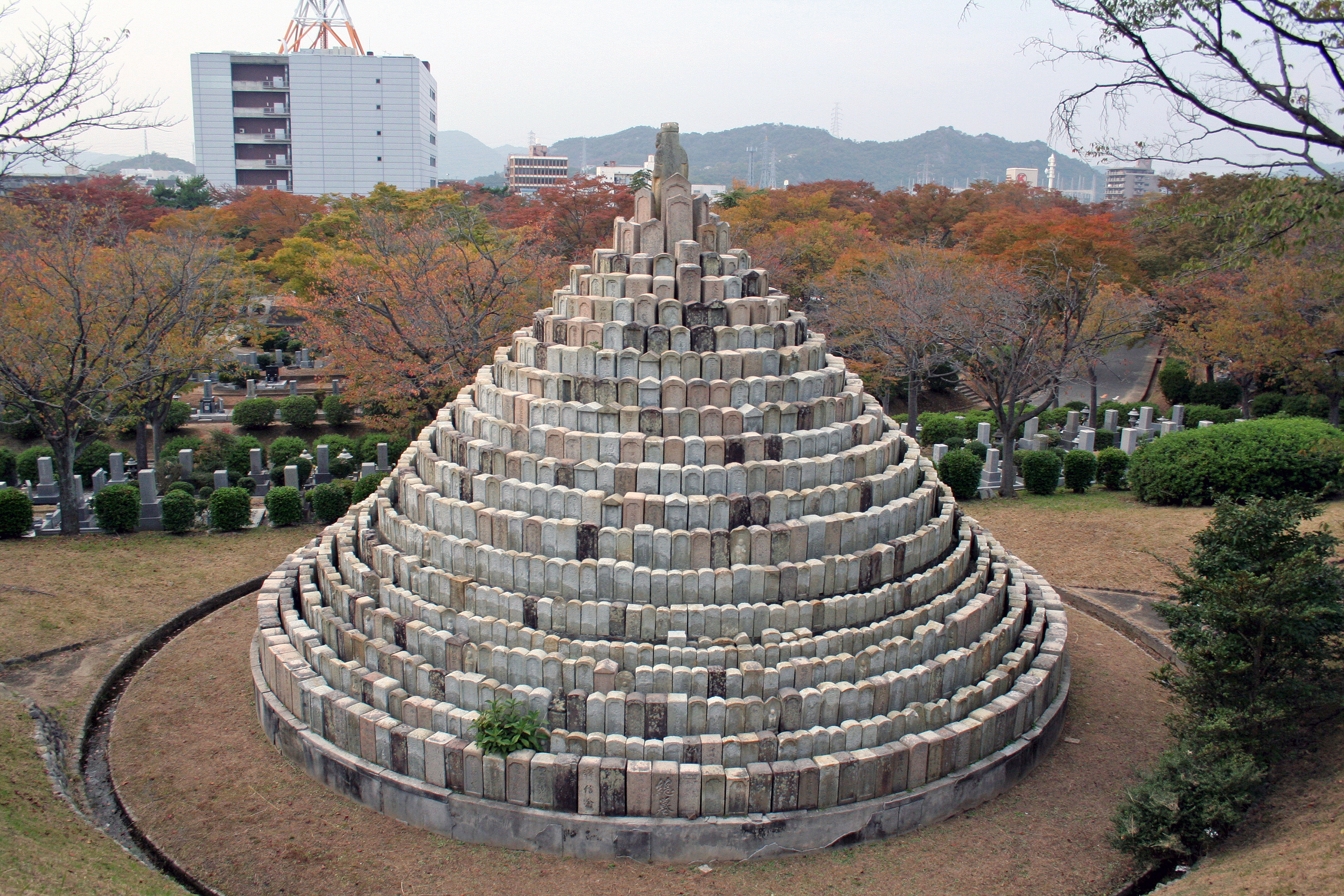
Empilement de tombes